# Největší Čech
Největší Čech, på svenska Största tjecken, var en tjeckisk spinoff-serie som visades på Česká televize 2005. Syftet var att rangordna de största tjeckerna i historien, med hjälp av folkets röster. 

## Vinnare
Karl IV, kung och kejsare vann omröstningen med 68 713 röster.

## Topp 10
1. Karl IV, kung och kejsare
2. Tomáš Garrigue Masaryk, (1850-1937), president
3. Václav Havel, (1938-2011), president
4. Johan Amos Comenius, (1592-1670), pedagog
5. Jan Žižka, (ca.1360-1424), general
6. Jan Werich, (1905-1980), skådespelare
7. Jan Hus, (ca.1369-1415), präst
8. Antonín Dvořák, (1841-1904), tonsättare
9. Karel Čapek, (1890-1938), författare
10. Božena Němcová, (1820-1862), författare